# Браян Гамільтон
Браян Гамільтон (англ. Bryan Hamilton, нар. 21 грудня 1946, Белфаст) — північноірландський футболіст, що грав на позиції півзахисника. По завершенні ігрової кар'єри — тренер.
Виступав, зокрема, за клуб «Іпсвіч Таун», а також національну збірну Північної Ірландії, яку згодом очолював як головний тренер.

## Клубна кар'єра
У дорослому футболі дебютував 1964 року виступами за команду клубу «Лісберн Дістіллері», в якій провів два сезони. Протягом 1966—1971 років захищав кольори команди іншого північноірландського клубу, «Лінфілда». У сезоні 1970/71 років не лише допоміг своїй команді виграти черговий титул чемпіона Північної Ірландії, але й став найкращим бомбардиром турніру, а також був визнаний найкращим гравцем північноірландської футбольної першості за обома версіями (за опитуванням спортивних журналістів і на думку вболівальників).
У статусі зірки північноірландського футболу зацікавив представників англійських клубів, найспритнішими з яких виявилися керівники «Іпсвіч Таун», до складу якого Гамільтон й приєднався 1971 року. Відіграв за команду з Іпсвіча наступні п'ять сезонів своєї ігрової кар'єри. Більшість часу, проведеного у складі «Іпсвіч Тауна», був основним гравцем команди.
Згодом з 1976 по 1980 рік грав у складі команд клубів «Евертон», «Міллволл» та «Свіндон Таун».
Завершив професійну ігрову кар'єру у клубі четвертого англійського дивізіону «Транмер Роверз», в якому протягом 1980—1985 років був граючим тренером.

## Виступи за збірну
1969 року дебютував в офіційних матчах у складі національної збірної Північної Ірландії. Протягом кар'єри у національній команді, яка тривала 12 років, провів у формі головної команди країни 50 матчів, забивши 4 голи.

## Кар'єра тренера
Отримавши перший тренерський досвід у 1980—1985 роках як граючий тренер «Транмер Роверз» у четвертому дивізіоні, 1985 року був запрошений до третьолігового  «Віган Атлетік», який боровся за вихід до Другого дивізіону. Під керівництвом Гамільтона «Віган» провів гарний сезон, проте команді не вистачило одного турнірного очка аби підвищитися у класі.
Однак успіхи тренера не залишилися непоміченими і наступний сезон 1986/87 він пропрацював у найвищому англійському дивізіоні, ставши головним тренером «Лестер Сіті». За результатами сезону «Лестер» посів 20-місце і втратив місце у Першому дивізіоні, а сам тренер залишив команду. Після цього повернувся до «Віган Атлетік», де пропрацював до 1993 року.
Протягом 4 років, починаючи з 1994, був головним тренером збірної Північної Ірландії, змінивши на цій посаді Біллі Бінгема. У кваліфікації на Євро-1996 північноірландці виступили досить вдало і лише за додатковими показниками поступилися другим місцем у своїй групі, яке давало право продовжити боротьбу за вихід до фінальної частини Євро, своїм сусідам, ірландцям. Наступним турніром для Гамільтона як тренера збірної був відбір на чемпіонат світу 1998 року. Тут команда виступила значно гірше і задовго до завершення змагання втратила шанси потрапити на мундіаль, а врешті-решт посіла підсумкове передостаннє місце у своїй групі з 6 команд, після чого тренер залишив збірну. 
У червні 1998 року був призначений директором з футболу клубу «Норвіч Сіті», а у квітні 2000 року став головним тренером його команди, пропрацювавши на цій позиції лише до 4 грудня того ж року, пішовши у відставку через незадовільні результати команди. 
Згодом працював футбольним аналітиком на телевізійних каналах і радіостанціях.